# Stadion Pietrowski
Stadion Pietrowski - stadion zespołu Zenit Petersburg wybudowany w 1925. Może pomieścić 21 570 osób.

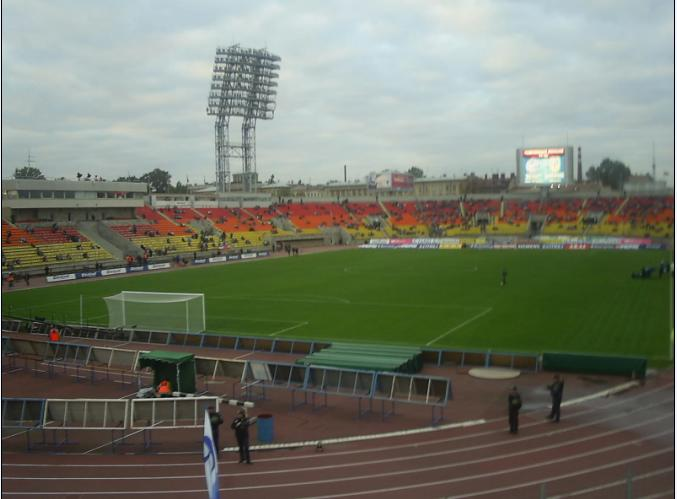
Panorama Stadionu Pietrowskiego